# قمر جليدي

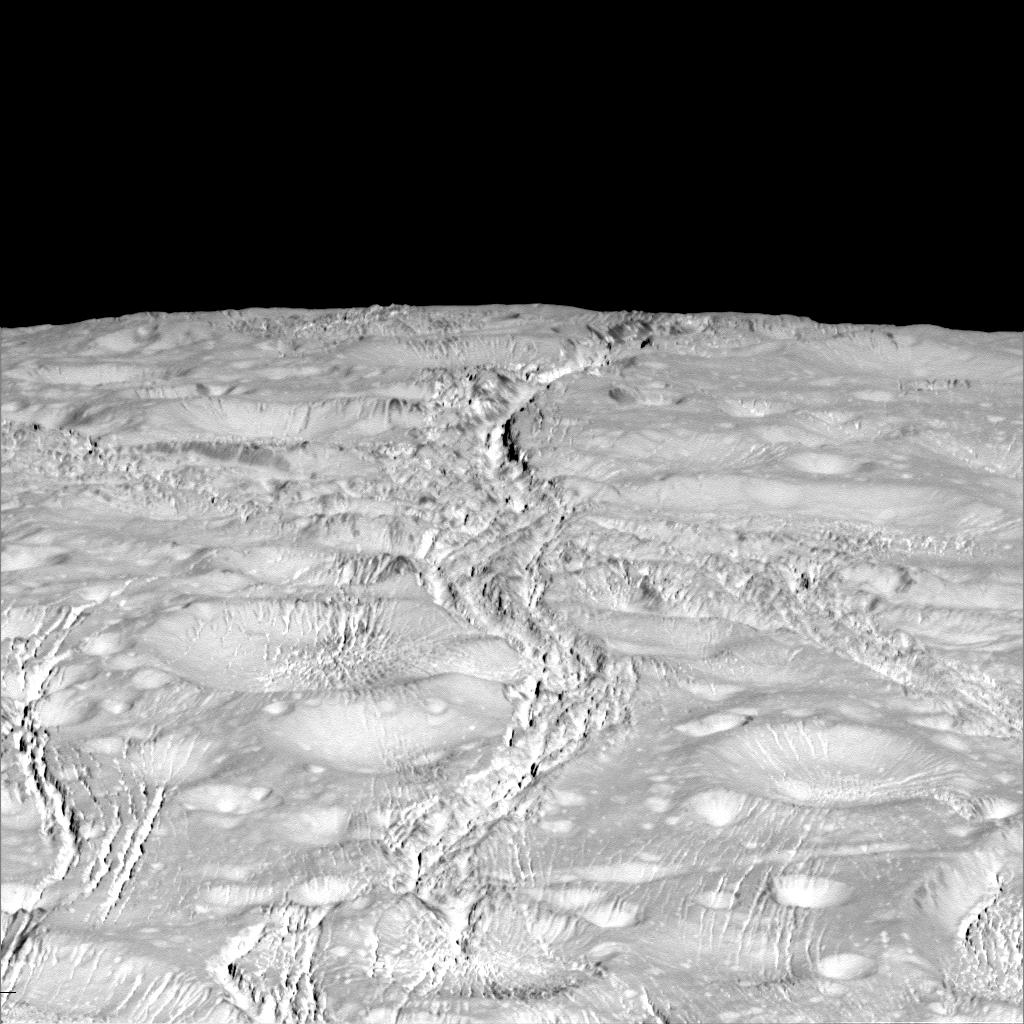
قمر جليدي

الأقمار الجليدية هي فئة من الأقمار الصناعية الطبيعية مع أسطح تتألف في معظمها من الجليد. قد يحوي قمر جليدي محيط تحت السطح، وربما يحتوي على قلب صخري من الصخور السيليكاتية أو المعدنية. من المعتقد أنها قد تكون مكونة من الجليد الثاني أو غيرها من أشكال الجليد المائي.المثال الرئيسي لهذه الفئة من الكائنات هو أوروبا.
قد تكون أقمار الجليدية التي يسخنها المد والجزر أكثر أنواع الكائنات شيوعًا في الحصول على مياه سائلة، وبالتالي نوع الكائن الأكثر احتمالا للحياة المستندة إلى الماء.
تظهر بعض الأقمار الجليدية، وكذلك السخانات. أفضل مثال درس هو إنسيلادوس زحل.

## وصلات خارجية
- الأقمار الاصطناعية - عين على العالم، بي بي سي عربي، 8 أبريل 2011